# Leones de Ponce
Leones de Ponce es un equipo de béisbol puertorriqueño, con sede en el Estadio Francisco Montaner de Ponce que participa en la Liga de Béisbol Profesional de Puerto Rico. Es el único equipo de la liga que ha logrado 4 campeonatos de manera consecutiva.

## Títulos Obtenidos
Palmarés Local
11 Títulos Locales
- 1941/1942 · 1942/1943 · 1943/1944 · 1944/1945 · 1946 /1947 · 1968/1969 · 1969/1970 · 1971/1972 · 1981/1982 · 2003/2004 · 2008/2009

Serie del Caribe
1 Título del Caribe
- 1972 	(Santo Domingo · República Dominicana)